# Campionati mondiali juniores di sci alpino 1989
I Campionati mondiali juniores di sci alpino 1989, 8ª edizione della manifestazione organizzata dalla Federazione Internazionale Sci, si svolsero negli Stati Uniti, ad Alyeska, dal 5 all'8 aprile; il programma incluse gare di discesa libera, supergigante, slalom gigante, slalom speciale e combinata, sia maschili sia femminili.

## Risultati

### Uomini

#### Discesa libera
| Pos. | Atleta          | Nazione       | Tempo   |
| ---- | --------------- | ------------- | ------- |
| 1    | Ed Podivinsky   | Canada        | 1:28,93 |
| 2    | Daniel Brunner  | Svizzera      | 1:29,04 |
| 3    | Paulo Oppliger  | Cile          | 1:29,07 |
| 4    | Jeremy Nobis    | Stati Uniti   | 1:29,16 |
| 5    | Tommy Moe       | Stati Uniti   | 1:29,36 |
| 6    | Franco Colturi  | Italia        | 1:29,38 |
| 7    | Brian McClennon | Canada        | 1:29,87 |
| 8    | Konrad Schädler | Liechtenstein | 1:30,04 |
| 9    | Lasse Kjus      | Norvegia      | 1:30,07 |
| 10   | Hans Knauß      | Austria       | 1:30,26 |

Data: 5 aprile

#### Supergigante
| Pos. | Atleta               | Nazione     | Tempo   |
| ---- | -------------------- | ----------- | ------- |
| 1    | Tommy Moe            | Stati Uniti | 1:17,59 |
| 2    | Alex Mair            | Italia      | 1:18,41 |
| 3    | Matej Jovan          | Jugoslavia  | 1:18,85 |
| 4    | Matt Grosjean        | Stati Uniti | 1:18,92 |
| 5    | Alberto Senigagliesi | Italia      | 1:18,96 |
| 6    | Patric Elvedi        | Svizzera    | 1:19,09 |
| 7    | Gregor Grilc         | Jugoslavia  | 1:19,23 |
| 8    | Manfred Kleinlercher | Austria     | 1:19,24 |
| 9    | Andrej Miklavc       | Jugoslavia  | 1:19,29 |
| 10   | Kjetil André Aamodt  | Norvegia    | 1:19,56 |

Data: 6 aprile

#### Slalom gigante
| Pos. | Atleta               | Nazione     | Tempo   |
| ---- | -------------------- | ----------- | ------- |
| 1    | Jeremy Nobis         | Stati Uniti | 2:17,20 |
| 2    | Peter Olsson         | Svezia      | 2:17,63 |
| 3    | Sergio Bergamelli    | Italia      | 2:18,35 |
| 4    | Matt Grosjean        | Stati Uniti | 2:18,47 |
| 5    | Kjetil André Aamodt  | Norvegia    | 2:19,31 |
| 6    | Patrick Holzer       | Italia      | 2:19,65 |
| 7    | Tommy Moe            | Stati Uniti | 2:19,87 |
| 8    | Janne Leskinen       | Finlandia   | 2:20,04 |
| 9    | Angelo Ertola        | Italia      | 2:20,05 |
| 10   | Manfred Kleinlercher | Austria     | 2:20,48 |

Data: 7 aprile

#### Slalom speciale
| Pos. | Atleta               | Nazione     | Tempo   |
| ---- | -------------------- | ----------- | ------- |
| 1    | Sergio Bergamelli    | Italia      | 1:39,32 |
| 2    | Gregor Grilc         | Jugoslavia  | 1:40,09 |
| 3    | Alberto Senigagliesi | Italia      | 1:40,20 |
| 4    | Daniele Chiocchetti  | Italia      | 1:40,58 |
| 5    | Kiminobu Kimura      | Giappone    | 1:41,55 |
| 6    | Max Ancenay          | Francia     | 1:41,61 |
| 7    | Hermann Schiestl     | Austria     | 1:41,65 |
| 8    | Angelo Ertola        | Italia      | 1:42,20 |
| 9    | Rob Parisien         | Stati Uniti | 1:42,80 |
| 10   | Peter Olsson         | Svezia      | 1:42,85 |

Data: 8 aprile

#### Combinata
| Pos. | Atleta         | Nazione     |
| ---- | -------------- | ----------- |
| 1    | Tommy Moe      | Stati Uniti |
| 2    | Matej Jovan    | Jugoslavia  |
| 3    | Daniel Brunner | Svizzera    |

Data: 5-8 aprile

Classifica stilata attraverso i piazzamenti ottenuti
in discesa libera, slalom gigante e slalom speciale

### Donne

#### Discesa libera
| Pos. | Atleta             | Nazione          | Tempo   |
| ---- | ------------------ | ---------------- | ------- |
| 1    | Sabine Ginther     | Austria          | 1:31,91 |
| 2    | Monika Kogler      | Austria          | 1:32,44 |
| 3    | Anja Haas          | Austria          | 1:32,61 |
| 4    | Edda Mutter        | Germania Ovest   | 1:32,80 |
| 5    | Barbara Merlin     | Italia           | 1:33,16 |
| 6    | Varvara Zelenskaja | Unione Sovietica | 1:33,25 |
| 7    | Krista Schmidinger | Stati Uniti      | 1:33,36 |
| 8    | Katja Seizinger    | Germania Ovest   | 1:33,44 |
| 9    | Larisa Majer       | Unione Sovietica | 1:33,46 |
| 10   | Ulla Ģērmane       | Unione Sovietica | 1:33,56 |

Data: 5 aprile

#### Supergigante
| Pos. | Atleta                  | Nazione        | Tempo   |
| ---- | ----------------------- | -------------- | ------- |
| 1    | Sabine Ginther          | Austria        | 1:20,69 |
| 2    | Katja Seizinger         | Germania Ovest | 1:21,35 |
| 3    | Julie Parisien          | Stati Uniti    | 1:21,81 |
| 4    | Manuela Lieb            | Austria        | 1:21,85 |
| 5    | Sandrine Girard-Berthet | Francia        | 1:22,18 |
| 6    | Carola Spatschil        | Germania Ovest | 1:22,19 |
| 7    | Andrea Schwarzenberger  | Germania Ovest | 1:22,25 |
| 8    | Christina Riegel        | Austria        | 1:22,37 |
| 9    | Edda Mutter             | Germania Ovest | 1:22,45 |
| 10   | Kimberly Schmidinger    | Stati Uniti    | 1:22,51 |

Data: 6 aprile

#### Slalom gigante
| Pos. | Atleta                 | Nazione        | Tempo   |
| ---- | ---------------------- | -------------- | ------- |
| 1    | Kimberly Schmidinger   | Stati Uniti    | 2:09,19 |
| 2    | Krista Schmidinger     | Stati Uniti    | 2:09,69 |
| 3    | Katja Seizinger        | Germania Ovest | 2:09,96 |
| 4    | Manuela Lieb           | Austria        | 2:10,08 |
| 5    | Sabine Ginther         | Austria        | 2:10,37 |
| 6    | Christina Riegel       | Austria        | 2:10,41 |
| 7    | Andrea Schwarzenberger | Germania Ovest | 2:10,61 |
| 8    | Agneta Hjorth          | Svezia         | 2:10,72 |
| 9    | Tanis Hunt             | Stati Uniti    | 2:10,80 |
| 10   | Ylva Nowén             | Svezia         | 2:10,94 |

Data: 8 aprile

#### Slalom speciale
| Pos. | Atleta                  | Nazione        | Tempo   |
| ---- | ----------------------- | -------------- | ------- |
| 1    | Gabriela Zingre-Graf    | Svizzera       | 1:41,48 |
| 2    | Gibson LaFountaine      | Stati Uniti    | 1:42,25 |
| 3    | Manuela Lieb            | Austria        | 1:42,89 |
| 4    | Florence Reymond        | Svizzera       | 1:43,13 |
| 5    | Tanis Hunt              | Stati Uniti    | 1:43,14 |
| 6    | Anja Haas               | Austria        | 1:43,51 |
| 7    | Narcisa Šehović         | Jugoslavia     | 1:43,79 |
| 8    | Sandrine Girard-Berthet | Francia        | 1:44,39 |
| 9    | Edda Mutter             | Germania Ovest | 1:44,67 |
| 10   | Renate Oberhofer        | Italia         | 1:44,84 |

Data: 7 aprile

#### Combinata
| Pos. | Atleta               | Nazione        |
| ---- | -------------------- | -------------- |
| 1    | Edda Mutter          | Germania Ovest |
| 2    | Kimberly Schmidinger | Stati Uniti    |
| 3    | Anja Haas            | Austria        |

Data: 5-8 aprile

Classifica stilata attraverso i piazzamenti ottenuti
in discesa libera, slalom gigante e slalom speciale

## Medagliere per nazioni
| Pos. | Nazione        | Oro | Argento | Bronzo | Totale |
| ---- | -------------- | --- | ------- | ------ | ------ |
| 1    | Stati Uniti    | 4   | 3       | 1      | 8      |
| 2    | Austria        | 2   | 1       | 3      | 6      |
| 3    | Italia         | 1   | 1       | 2      | 4      |
| 4    | Germania Ovest | 1   | 1       | 1      | 3      |
| 4    | Svizzera       | 1   | 1       | 1      | 3      |
| 6    | Canada         | 1   | 0       | 0      | 1      |
| 7    | Jugoslavia     | 0   | 2       | 1      | 3      |
| 8    | Svezia         | 0   | 1       | 0      | 1      |
| 9    | Cile           | 0   | 0       | 1      | 1      |